# Ципизляй
Ципизляй — упразднённая деревня в Ельниковском районе Мордовии. Входила в состав Новоковыляйского сельского поселения. Исключена из учётных данных в 2007 году.

## География
Располагалась в верховье безымянного ручья, притока реки Нулуй, в 3,5 км к востоку от села Новый Ковыляй.

## История
Основана после отмены крепостного права. В «Списке населённых мест Пензенской губернии за 1914» Ципизляй (Безноговка) деревня из 19 дворов Ново-Ямской волости Краснослободского уезда.

## Население
Согласно результатам Всероссийской переписи населения 2002 года в деревне проживало 4 человека, мордва-мокша.